# Tatjana Nikołajewa
Tatjana Pietrowna Nikołajewa, ros. Татьяна Петровна Николаева (ur. 4 maja 1924 w Bieżycy k. Briańska, zm. 22 listopada 1993 w San Francisco) – rosyjska pianistka, kompozytorka i pedagog. Należała do najwybitniejszych pianistów XX wieku.

## Życiorys
Studiowała w Konserwatorium Moskiewskim w klasie Aleksandra Goldenweisera (fortepian) i Jewgienija Gołubiewa (kompozycja). W 1950 otrzymała I miejsce na Międzynarodowym Konkursie Bachowskim w Lipsku, a Dmitrij Szostakowicz, wówczas juror konkursu, zadedykował jej swoje 24 preludia i fugi op. 87. 
W 1951 otrzymała Nagrodę Stalinowską I stopnia.
Od 1959 prowadziła klasę fortepianu w Konserwatorium Moskiewskim, od 1965 jako profesor. Do jej uczniów należał m.in. Nikołaj Ługanski.
Była jurorem wielu konkursów, m.in. Międzynarodowego Konkursu Pianistycznego im. Fryderyka Chopina w Warszawie (1970), Międzynarodowego Konkursu Muzycznego im. Piotra Czajkowskiego w Moskwie, Międzynarodowego Konkursu Pianistycznego w Leeds (1984, 1987) i Międzynarodowego Konkursu Pianistycznego im. Palomy O'Shea w Santander (1990).
W 1983 została uhonorowana tytułem Ludowej Artystki ZSRR. 
W jej szerokiej dyskografii na szczególną uwagę zasługują Wariacje Goldbergowskie i Die Kunst der Fuge Bacha, Preludia i fugi Szostakowicza, komplet sonat fortepianowych Beethovena i nagrania utworów kompozytorów rosyjskich.
Jako kompozytorka pozostawiła m.in. dwa koncerty fortepianowe, trio fortepianowe, utwory na fortepian solo, kwartet smyczkowy i symfonię.
Zmarła 9 dni po koncercie w San Francisco, gdzie podczas wykonywania Preludiów i fug Szostakowicza doznała wylewu krwi do mózgu. Pochowana na Cmentarzu Nowodziewiczym w Moskwie.